# Suzanne Galland
Pour les articles homonymes, voir Galland.
Suzanne Galland née Relda le 27 octobre 1882 à Paris et morte le 1er avril 1961 est une femme de lettres et publiciste française. Franc-maçonne, féministe et anticléricale,  elle s'engage durant toute sa vie dans la défense de l'éducation républicaine et laïque. Elle fait partie des pionnières de la franc-maçonnerie féminine en tant que fondatrice de l'Union Maçonnique féminine de France, précurseur de la Grande Loge féminine de France.

## Biographie
Peu de documents permettent de retracer la vie personnelle de Suzanne Galland en dehors de ses engagements sociaux et maçonnique. Elle est mariée à un musicien, premier violon aux Concerts Colonne, franc-maçon à Grande Loge de France et elle donne des cours de diction et de déclamation à titre privé. Avec Marcelle Heymann elle est également une des deux premières collaboratrices régulières de la Revue internationale de sociologie fondée par René Worms en 1893. Dans cette revue, elle publie des conférences et rend compte de l'actualité politique et sociale. Elle écrit également des critiques de livres, en 1909 elle donne celle La femme et son pouvoir.

### Engagement social
Suzanne Galland affiche ses engagements républicains et ses convictions anticléricales. Féministe, prônant une éducation laïque au travers d'une instruction publique, elle donne plusieurs conférences sur le sujet. Ces conférences portent les noms de thèmes qu'elle défend tout au long de sa vie. « La défense de l'école laïque », « L'enseignement de l'histoire des religions » ou « L'idéal laïque » sont présentés publiquement et assortis souvent d'un exposé anticlérical.
Avant d'entrer en franc-maçonnerie, elle donne des conférences dans des loges maçonniques à l'occasion de cérémonies d'adoption ou de tenues ouvertes de la Grande Loge de France (GLDF), sur le thème récurrent de l'éducation à laquelle les  femmes et les enfants doivent accéder en dehors de l'éducation religieuse, laïque et égale à celle des hommes. Ces conférences qui sont reconnues de grande qualité sont publiées dans le Bulletin hebdomadaire de la GLDF. Son anticléricalisme essuie quelques critiques comme celle d'Albert Lantoine qui reçoivent en retour de vive protestation de sa part.

### Franc-maçonnerie
Suzanne Galland commence en franc-maçonnerie, le 23 janvier 1912. Elle est initiée dans la loge d'adoption « Le Libre examen » réactivés ce même jour par la Grande Loge de France. Elle reçoit immédiatement le second et troisième degré et prend la direction de l'atelier quasiment sans interruption jusqu'au début de 1940 et de l'interdiction de la franc-maçonnerie par le régime de Vichy. Cette loge l'a reçue avant son initiation pour une conférence qu'elle donne en tant qu'orateur invité, le 18 novembre 1908 sur le thème : Robespierre mérite-t-il une statue ?.
À la fin de la Seconde Guerre mondiale elle reprend ses activités maçonniques et fait partie des trois sœurs avec Anne-Marie Gentily et Germain Rheal qui sollicitent l'obédience tutélaire pour réactiver leurs loges d'adoption en tant que membres du comité de reconstruction. Elle participe activement à la création de la première obédience féminine indépendante et est élue grande maîtresse adjointe de la naissante Union Maçonnique féminine de France. Elle est durant toute sa vie maçonnique très active dans la jeune obédience officiant à de nombreux postes de responsabilité jusqu'en 1956. 
Suzanne Galland meurt à 71 ans le 1er avril 1961, la même année qu'une autre pionnière Jeanne Van Migom, avec qui elle travaille souvent pour permettre le développement et la reconnaissance des femmes en franc-maçonnerie.